# Augustinus Hellemans
Pour les articles homonymes, voir Hellemans.
Ne pas confondre avec Auguste Hellemans, un autre joueur de football internation belge né en 1907 et mort en 1992
Augustinus Hellemans, né à Edegem le 14 septembre 1907 et mort le 30 avril 1992, est un joueur de football international belge actif durant les années 1930. Il joue uniquement pour le club de sa ville natale, le Belgica Edegem. Il est un des rares joueurs à avoir été repris avec les « Diables Rouges » alors qu'il ne jouait pas en première division.

## Carrière
Augustinus Hellemans découvre le football au Belgica Edegem, le club de sa ville natale, où il forme un duo d'attaque avec Arthur Hellemans. En 1929, le club atteint pour la première fois de son histoire la Promotion, alors troisième et dernier niveau national. Le club termine en tête de sa série à égalité avec Hoboken et après un test-match épique conclu sur le score de 7-6 et quatre prolongations, Edegem est sacré champion et promu au niveau supérieur. Au terme de sa première saison en Division 1, Augustinus Hellemans est appelé en équipe nationale belge et dispute une rencontre amicale contre le Portugal, au cours de laquelle il inscrit un but. Il encore joue un second match contre la Pologne au début de la saison suivante, inscrivant un nouveau but.
En 1933, le club remporte sa série et accède à la Division d'Honneur. Il y reste deux saisons mais une dernière place en 1935 le condamne à la relégation. Augustinus Hellemans met alors un terme à sa carrière de joueur et quitte le monde du football. Il meurt le 30 avril 1992, à l'âge de 84 ans.

## Statistiques
| Saison                | Club                  | Championnat           | Championnat | Championnat | Coupe(s) nationale(s) | Coupe(s) nationale(s) | Total | Total |
| Saison                | Club                  | Division              | M.          | B.          | M.                    | B.                    | M.    | B.    |
| 1929-1930             | Belgica Edegem        | Division 3            | -           | -           | 0                     | 0                     | 0     | 0     |
| 1930-1931             | Belgica Edegem        | Division 2            | -           | -           | 0                     | 0                     | 0     | 0     |
| 1931-1932             | Belgica Edegem        | Division 2            | -           | -           | 0                     | 0                     | 0     | 0     |
| 1932-1933             | Belgica Edegem        | Division 2            | -           | -           | 0                     | 0                     | 0     | 0     |
| 1933-1934             | Belgica Edegem        | Division 1            | -           | -           | 0                     | 0                     | 0     | 0     |
| 1934-1935             | Belgica Edegem        | Division 1            | -           | -           | 1                     | 0                     | 1     | 0     |
| Total sur la carrière | Total sur la carrière | Total sur la carrière | 1           | -           | 1                     | 0                     | 2     | 0     |

## Palmarès
- Champion de Belgique de Division 3 en 1930 avec le Belgica Edegem.
- Champion de Belgique de Division 2 en 1933 avec le Belgica Edegem.

## Carrière internationale
Augustinus Hellemans compte deux convocations en équipe nationale belge, pour autant de matches joués. Il dispute son premier match avec les « Diables Rouges » le 31 mai 1931 contre le Portugal et son second le 11 octobre contre la Pologne. À l'époque, il évolue encore en Division 1, soit le deuxième niveau national belge.
Le tableau ci-dessous reprend toutes les sélections d'Augustinus Hellemans. Le score de la Belgique est toujours indiqué en gras.
| Date       | Compétition  | Adversaire | Lieu      | Score | Remarque |
| ---------- | ------------ | ---------- | --------- | ----- | -------- |
| 31/05/1931 | Match amical | Portugal   | Lisbonne  | 3-2   |          |
| 11/10/1931 | Match amical | Pologne    | Bruxelles | 2-1   |          |